# Uljana Wjatscheslawowna Donskowa
Uljana Wjatscheslawowna Donskowa (russisch Ульяна Вячеславовна Донскова; * 24. August 1992 in Kamensk-Schachtinski, Oblast Rostow) ist eine russische Rhythmische Sportgymnastin und Olympiasiegerin.
Bei den Olympischen Spielen 2012 in London gewann sie im Alter von 19 Jahren gemeinsam mit Anastassija Blisnjuk, Karolina Sewastjanowa, Xenija Dudkina, Alina Makarenko und Anastassija Nasarenko die Goldmedaille im Mannschaftswettbewerb vor Belarus und Italien.
Bei den Weltmeisterschaften 2009 in der japanischen Präfektur Mie gewann Donskowa eine Goldmedaille (Gruppe-Mehrkampf mit einem Gerät) und zwei Bronzemedaillen (Gruppe-Mehrkampf und Gruppe-Mehrkampf mit zwei Geräten). Bei den Weltmeisterschaften 2010 im heimischen Moskau gewann sie zwei Goldmedaillen (Gruppe-Mehrkampf mit einem Gerät, Gruppe-Mehrkampf mit zwei Geräten) und eine Bronzemedaille (Gruppe-Mehrkampf). 2011 gewann sie im französischen Pérols eine Gold- und eine Silbermedaille.
Nach drei Goldmedaillen bei den Europameisterschaften 2010 in Bremen gewann sie bei den Europameisterschaften 2012 in Nischni Nowgorod zusammen mit Anastassija Blisnjuk, Karolina Sewastjanowa, Xenija Dudkina, Olga Iljina und Alina Makarenko eine Goldmedaille im Gruppenmehrkampf.
2012 beendete Donskowa ihre sportliche Karriere.
Donskowa ist mit Ruben Begunez verheiratet und ist im August 2015 Mutter eines Sohnes geworden.

## Auszeichnungen
- 2010:  Verdienter Meister des Sports Russlands[3]
- 2012:  Orden der Freundschaft[3][6]